# Todorka Kondova-Zafirovska
Todorka Kondova-Zafirovska (Prilep, 1. veljače 1926. – Skoplje, 29. svibnja 2003.), sjevernomakedonska filmska i kazališna glumica te prva sjevernomakedonska redateljica. Kazališno i filmsko redateljstvo diplomirala u Beogradu, a veći dio karijere provela je na Radioteleviziji Skoplje. Među filmskim ulogama ističu joj se one u filmovima »Zemljaci«, »Daždovito sunce«, »Janje na ražanj« i »Vikend mrtvaca«. Tetka je poznatog sjevernomakedonskog glumca Nikole Angelovskog.